# Speak Your Mind
| Recensione | Giudizio |
| ---------- | -------- |
| AllMusic   |          |
| Clash      | 6/10     |

Speak Your Mind è il primo album in studio della cantante britannica Anne-Marie, pubblicato il 27 aprile 2018 dalle etichette discografiche Major Tom's e Asylum Records.

## Tracce
1. Cry – 4:31 (Anne-Marie Nicholson, Jennifer Decilveo)
2. Ciao adios – 3:19 (Anne-Marie Nicholson, Jennifer Decilveo, Mason Levy, Tom Meredith)
3. Alarm – 3:25 (Anne-Marie Nicholson, Steve Mac, Wayne Hector, Ina Wroldsen)
4. Trigger – 3:13 (Scott Harris, Chris Loco, Emily Warren)
5. Then – 3:34 (Anne-Marie Nicholson, Steve Mac, Ina Wroldsen)
6. Perfect – 3:53 (Anne-Marie Nicholson, Jennifer Decilveo, Levi Lennox)
7. Friends (con Marshmello) – 3:22 (Anne-Marie Nicholson, Christopher Comstock, Natalie Dunn, Richard Boardman, Pablo Bowman, Sarah Blanchard, Eden Anderson, Jasmine Thompson)
8. Bad Girlfriend – 3:26 (Anne-Marie Nicholson, Paul Blair, Nick Monson, Sasha Sloan, Mark Nilan Jr.)
9. Heavy – 2:52 (Anne-Marie Nicholson, George Astasio, Jason Pebworth, Jonathan Shave, Natasha Phillips, Iain James)
10. 2002 – 3:06 (Anne-Marie Nicholson, Steve Mac, Edward Sheeran, Julia Michaels, Benjamin Levin)
11. Can I Get Your Number? – 3:20 (Anne-Marie Nicholson, Jennifer Decilveo, Thomas Barnes, Peter Kelleher, Benjamin Kohn)
12. Machine – 4:07 (Anne-Marie Nicholson, Teddy Geiger, Ilsey Juber)

Tracce bonus nell'edizione deluxe
1. Breathing Fire – 3:54 (Anne-Marie Nicholson, Steve Mac, Ina Wroldsen)
2. Some People – 3:11 (Anne-Marie Nicholson, Jennifer Decilveo, Fred Ball)
3. Used to Love You – 4:09 (Anne-Marie Nicholson, Fraser T Smith, Jacob Manson, Jennifer Decilveo)
4. Peak – 3:46 (Anne-Marie Nicholson, Bradley Ellis, Laura Dockrill)
5. Rockabye (Clean Bandit featuring Anne-Marie & Sean Paul) – 4:11 (Jack Patterson, Steve Mac, Ina Wroldsen, Ammar Malik, Sean Paul Henriques, Mark Ralph)

## Classifiche

### Classifiche settimanali
| Classifica (2018) | Posizione massima |
| ----------------- | ----------------- |
| Australia         | 18                |
| Austria           | 16                |
| Belgio (Fiandre)  | 3                 |
| Belgio (Vallonia) | 31                |
| Canada            | 16                |
| Finlandia         | 11                |
| Germania          | 24                |
| Irlanda           | 4                 |
| Italia            | 78                |
| Nuova Zelanda     | 31                |
| Paesi Bassi       | 17                |
| Portogallo        | 50                |
| Regno Unito       | 3                 |
| Repubblica Ceca   | 9                 |
| Slovacchia        | 9                 |
| Spagna            | 27                |
| Stati Uniti       | 31                |
| Svezia            | 33                |
| Svizzera          | 10                |

### Classifiche di fine anno
| Classifica (2018) | Posizione |
| ----------------- | --------- |
| Belgio (Fiandre)  | 37        |
| Estonia           | 48        |
| Francia           | 177       |
| Irlanda           | 11        |
| Regno Unito       | 26        |
| Stati Uniti       | 186       |
| Classifica (2019) | Posizione |
| Irlanda           | 42        |
| Regno Unito       | 62        |